# Upton Magna
Upton Magna – wieś i civil parish w Anglii, w hrabstwie Shropshire. W 2011 roku civil parish liczyła 321 mieszkańców. Upton Magna jest wspomniana w Domesday Book (1086) jako Uptune.